# Agliano Terme
Agliano Terme (piemontiul: Ajan) település Olaszországban, Piemont régióban, Asti megyében. Lakosainak száma 1558 fő (2023. január 1.). Agliano Terme Calosso, Castelnuovo Calcea, Costigliole d’Asti, Moasca és Montegrosso d’Asti községekkel határos.

## Népesség
A település népességének változása:
| Lakosok száma | 1623 | 1633 | 1558 |
|               | 2017 | 2018 | 2023 |